# ダマジカ属
ダマジカ属（Dama）は哺乳綱鯨偶蹄目シカ科シカ亜科の属。現生種としてダマジカとペルシャダマジカが属する。中 - 遠位部が掌状になる枝角を持つ。

## 種
後期鮮新世に出現したと思われるPseudodama 属が祖先として示唆されているが、ダマジカ属自体が Pseudodama に内包される可能性も存在する。また、メガロケロス属やメガロケロス属に内包される可能性がある Praedama 属、およびシノメガケロス属と比較的に近縁だと考えられている。
現生種にはダマジカとペルシャダマジカが存在し、化石種には（Pseudodamaに再分類される可能性もあるが）Dama nestii、Dama vallonnetensis、Dama farnetensis、Dama pelleponesica、Dama roberti、Dama celiae、Dama clactoniana などが提唱されている。
| 画像 | 学名            | 英名                 | 和名             | 分布               |
| ---- | --------------- | -------------------- | ---------------- | ------------------ |
|      | D. dama         | European fallow deer | ダマジカ         | トルコ、ヨーロッパ |
|      | D. mesopotamica | Persian fallow deer  | ペルシアダマジカ | イラン、イスラエル |